# Liptena centralis
Liptena centralis är en fjärilsart som beskrevs av Henry Stempffer 1974. Liptena centralis ingår i släktet Liptena och familjen juvelvingar. Inga underarter finns listade i Catalogue of Life.